# 賈馥
贾馥，五代十国后唐官员。
贾馥原来是镇州成德節度使王镕的判官。家中藏书三千卷，亲手校刊。张文礼杀死王镕，当时李存勖还没有即尊位，张文礼派遣贾馥至邺都劝进，于是留在邺都，在邮舍居住。唐庄宗即位，授鸿胪少卿。后以鸿胪卿致仕，又回到镇州，在别墅结茅屋，自督促儿孙耕牧为事。贾馥开始在镇州、冀州属县县令，有政绩，性情恬淡，与他人无争，是镇州士人之佼佼者。